# Харківська область (ЗСПР)
Харківська область ЗСПР — військово-територіальна одиниця адміністративного поділу Збройних сил Півдня Росії. 
Столиця області — Харків. Фактично утворена 25 червня (12 червня по старому стилю) 1919 року, після заняття військами Добровольчої армії Харкова, офіційно перезатверджена 25 серпня  (у момент створення Новоросійської та Київської областей). Включала в себе територію Харківської, Катеринославської, (з червня 1919 року), Курської, Орловської (з кінця вересня 1919 року), Полтавської (з липня до 4 жовтня 1919 , північну частину Таврійської губернії частково Київську та Чернігівську губернії,, а також південний фрагмент Тульської губернії (у жовтні 1919 року).
Скасована 12 грудня 1919 у зв'язку з наступом РСЧА і втратою адміністрацією ЗСПР контролю над Харковом.

## Створення області
Харківська область була фактично створена в день вступу в Харків основних сил Добровольчої армії. Історик Ю. Рябуха наводить дані радянських джерел, в яких розповідається, що в першу ж ніч приходу денікінців були знищені всі революційні знамена, плакати, радянські вивіски тощо Наступного дня майже на всіх будівлях майоріли російські прапори.

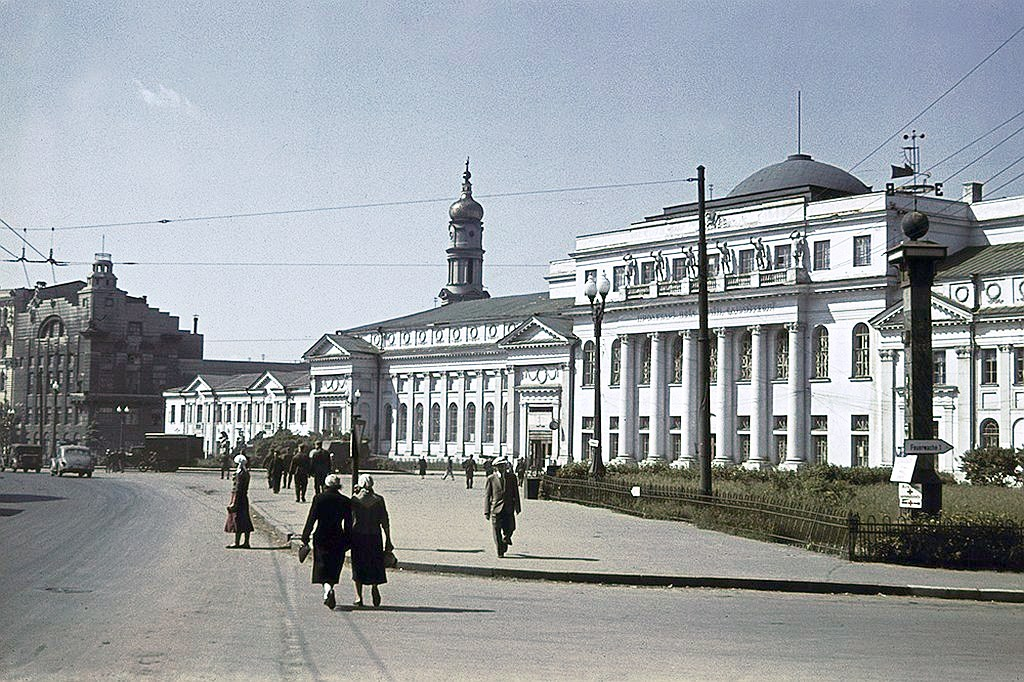
Дім дворянського зібрання в Харкові

Історики В. Кулаков і Е. Каширіна пишуть, що із захопленням України і Криму у білих з'явилася необхідність юридично обґрунтувати державний суверенітет областей, що знаходяться під їх контролем. У серпні 1919 року Головнокомандувач ЗСПР Денікін Антон Іванович звернувся до населення Малоросії з обіцянкою, що «в основу улаштування областей Півдня Росії буде покладено початок самоврядування та децентралізації при неодмінній повазі до життєвих особливостей місцевого побуту».

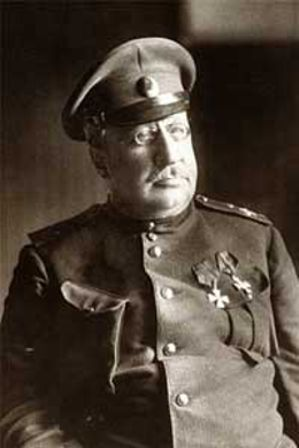
В.З. Май-Маєвський

25 серпня (6 вересня) 1919 наказом Денікіна на підконтрольних ЗСПР територіях були створені Київська, Новоросійська, область Північного Кавказу а також перезатверджена фактично існуюча до того часу Харківська область. На чолі області був поставлений головнокомандуючим генерал В.З. Май-Маєвський.

## Адміністративний устрій
Харківська область була однією з чотирьох областей, утворених ЗСПР на зайнятих територіях, поряд з Київською, Новоросійською і областю Північного Кавказу. Область поділялась на губернії, губернії — на повіти, а повіти, в свою чергу, на волості. В цілому адміністративний устрій ЗСПР повторював дореволюційний, а територіальний поділ був схожий на розмежування за генерал-губернаторствами і військовими округами.

## Управління

### Головноначальницький
На вищому щаблі цивільної ієрархії в області перебував головноначальницький. Цю посаду обіймав генерал, який командував арміями в даному регіоні. По колу обов'язків він виконував дореволюційні посади генерал-губернатора і командувача військами округу. У Харківській області цей пост займав з 25 червня по 8 грудня 1919 командувач Добровольчої армії генерал-лейтенант В. З. Май-Маєвський. Офіційно його посада іменувалася «Головноначальницький в Харківській області». Штаб-квартира Май-Маєвського перебувала в Будинку дворянського зібрання на Миколаївській площі (нинішній площі Конституції). При головноначальницькому перебували ради представників відомств і помічник з цивільної частини. На пост помічника був призначений генерал-майор М. М. Бутчік.

### Губернатори
У кожній губернії, яка існувала у складі області, затверджувався губернатор. Губернатор в межах своєї губернії користувався тими ж повноваженнями, що й головноначальник в області. Губернатором Харківської губернії було призначено Богдановича, Катеринославської — Щетиніна, Полтавської — генерала Ейлера, а з 19 серпня 1919 генерал Старицький.

## Місцеве самоуправління

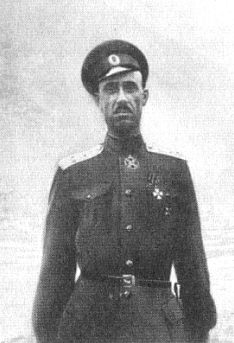
Петро Врангель

Історик Ю. Рябуха зазначає, що головнокомандування ЗСПР планувало ввести послідовний «ланцюг самоврядувань від сільського сходу до обласних дум». У зв'язку з цим відновлювалося функціонування міських дум з усіма відділами губернських і повітових земських управ. Головою Харківської губернської земської управи став поміщик Акишев.

### Склик Харківської міської думи
У вересні 1919 року почалася широка підготовка до виборів у Харківську міську думу. У жовтні 1919 року Дума була обрана, до її складу потрапили представники таких партій і блоків як безпартійно-ділова група, кадети та прогресисти, а також кілька українських демократів. Головою Харківської думи був обраний М. М. Салтиков.

## Поліція, військові служби та розвідка

### Державна варта
Функції поліції в області при білих виконувала державна варта. Вона поділялась на військову та цивільну. Військове відомство варти ділилося на три розряди: офіцери варти, військові чиновники і стражники. Офіцерський корпус Варти формувався з числа офіцерів військових частин та установ Військового та Морського управлінь, а також з числа офіцерів із запасу і відставки, як виняток - з цивільних осіб. Такі посадові особи іменувалися, як і до революції, військовими чиновниками. Зараховані до Державної варти на посади начальників або їх помічників у містах і районах міст, а також у міських ділянках та сільських волостях (пристави) набували статус військових чиновників Державної варти. Стражниками ставали добровольці або мобілізовані солдати. Цивільне відомство включало в себе кримінально-розшукові управління, кримінальні та експертні відділи, канцелярію та інші допоміжні установи. У них служили цивільні чиновники. Командиром державної варти в Харківській області був генерал Тиновський.

### Військові комендатури
Біла влада в прифронтових містах створювала військові комендатури. У Харкові військова комендатура почала роботу з перших днів після взяття міста в червні 1919 року. Комендантом Харкова з червня 1919 року було призначено генерал-майора А. І. Шевченко, потім комендантом став командир дроздовців генерал В. К. Віктовський, з 14 листопада до 12 грудня цей пост займав дроздовець полковник В. А.Руммель. Харківська комендатура розташовувалася в будівлі готелю «Метрополь».

### Розвідка та контррозвідка
Також у Харкові працювали військові спецслужби. Вони формувалися на основі білогвардійського підпілля і різних агентів, що діяли ще за часів радянської влади.До приходу білих в місто у підпіллі існував Харківський центр, очолюваний полковником А. М. Двигубським і лейтенантом Чорноморського флоту П. С. Колтипіним-Любським. Після заняття міста білими Двигубський прийняв посаду начальника Харківського розвідувального відділення Штабу ЗСПР. Історик Ю. Рябуха пише, що незважаючи на недоліки організації, багато операцій контррозвідки проводилися досить успішно і особливо виділяє чотирьохкратну ліквідацію всіх радянських підпільних комітетів у Харкові в серпні-жовтні 1919 року.

## Соціально-економічна сфера
Першим наказом главноначальник в Харківській області скасував всі декрети і розпорядження радянського уряду.

### Економічна політика
Відразу ж після вступу в Харківську область білогвардійська адміністрація заявила про свій намір позитивно вирішити земельне і робоче питання, відновити правовий порядок, який гарантує громадянські свободи, в тому числі і свободу совісті, ввести обласну автономію і широке місцеве самоврядування.

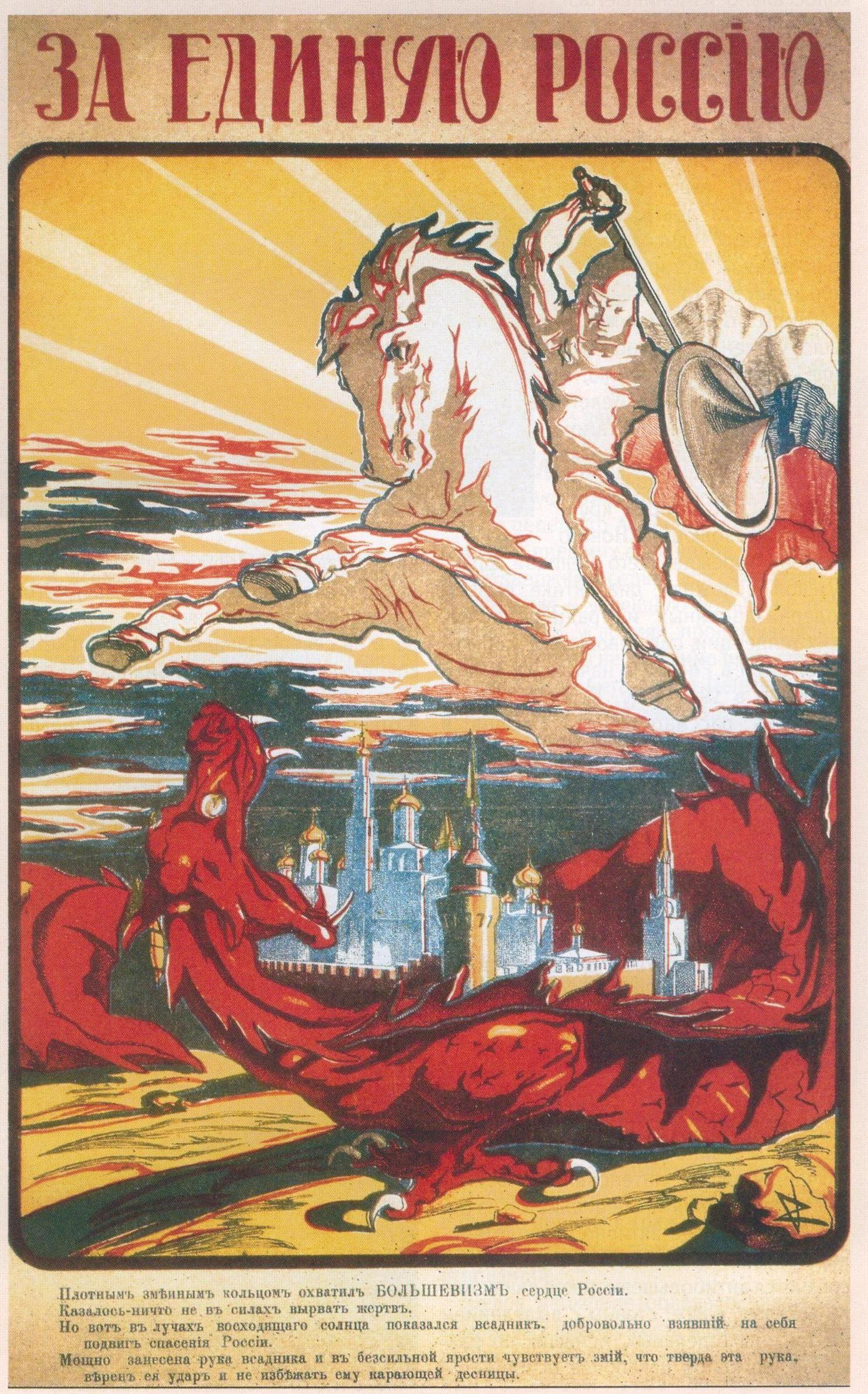
Плакат «За единую Россию»

### Земельне питання
При вступі на територію Харківської області ставлення ЗСПР до земельного питання базувалося на земельній декларації, складеної Н. Астровим, відкоректованої А. Денікіним і опублікованій 5 квітня 1919 року. Основний сенс декларації полягав у проголошенні принципу примусового відчуження поміщицьких земель за викуп. Для вироблення на основі декларації земельного закону була створена комісія на чолі з начальником управління землеробства В. Колокольцева, яка в липні 1919 року подала законопроєкт, згідно з яким відчуженню підлягала поміщицька земля яка включала землі вище встановленої норми (від 300 до 500 десятин залежно від місцевості), і тільки через три роки після встановлення по всій Росії громадянського миру. Денікін відкинув такий проєкт як реакційний, відправив В. Колокольцева у відставку, після чого була створена нова земельна комісія на чолі з начальником управління юстиції В. Челіщевим. 10 вересня 1919 Денікін отримав телеграму Колчака, в якій той повідомляв, що «загальне керівництво земельною політикою належить російському уряду». Це означало, що вся подальша робота В. Челіщева з вироблення аграрної програми носила чисто формальний характер. Тим не менш, в середині листопада 1919 року комісія виробила новий земельний проєкт, згідно з якими вирішувалися добровільні угоди з викупу землі у поміщиків, а примусове відчуження вводилося через два роки і стосувалося наділів більшої величини від 150 до 400 десятин (залежно від місцевості), максимальні норми для покупців землі були встановлені від 9 до 45 десятин (на півночі). Але, буквально через місяць після появи цього земельного проєкту військовий контроль ЗСПР над Харківською областю був втрачений.
Біла влада в певній мірі йшла назустріч селянам, легалізувавши їх самозахоплення земель. Особлива нарада влітку 1919 року прийняла Закон «Про збір урожаю», згідно з яким, урожай залишався за тим, хто посіяв його, при цьому з виплатою оренди власнику землі в розмірі 1/3 хліба 1/2 трав і 1/6 коренеплодів. «Закон про посіви» на 1919-1920 роки ставив фактичним власникам землі (загарбникам) задачі орати і сіяти, обіцяючи «забезпечити інтереси сіячів при зборі врожаю». Закон про оренду надавав цим же особам продовжувати користування нею на 1920 рік «за угодою і без угоди» (тобто самозагарбникам). Але, на тлі необхідності обов'язкового викупу землі селянами , рано чи пізно всі ці тимчасові заходи істотно втрачали привабливість для селян Харківської області.
Крім цього, для забезпечення продовольством наступаючих частин ЗСПР в серпні 1919 року А. Денікін ввів спеціальну хлібну повинність у розмірі 5 пудів зерна з кожної десятини селянського наділу. Фактично цей хліб забирався у селян даром, так як квитанції, які за нього видавались, були простими клаптиками паперу. Будь-яка затримка поставок сільськогосподарської продукції викликала репресії з боку військових.
Крім денікінських продовольчих команд змусити селян платити намагалися колишні великі землевласники ,які повернулися з частинами ЗСПР.Повернувшись у свої садиби, поміщики змушували селян працювати безкоштовно, накладаючи на них контрибуції. У Кременчуцькому повіті поміщики за відмову селян працювати на поміщицьких полях, збирати і звозити урожай, наклали на жителів сіл Миколаївка, Манжелеївка і хутору Карамажновського  контрибуцію в розмірі 800000 рублів. Все це вело до селянських виступів, які зривали денікінцям заготівлі продовольства, що безпосередньо відбилося на армії ЗСПР і викликало голод у містах. Денікін, прагнучи відновити довіру до своєї влади, незважаючи на те, що план хлібопоставок не був виконаний, розпорядився знизити в містах ціни на хліб.
Земельне питання білій владі в Харківській області позитивно вирішити не вдалося.

### Харківський відділ ОСВАГ
Відділення ОСВАГ (білогвардійського органу пропаганди та агітації) у Харкові було одним з найбільш численних і активних на Півдні Росії. У Харківському відділенні ОСВАГа одних тільки розповсюджувачів агітаційної літератури,які розвозили її по губерніях нараховувалось 100 осіб. Крім того, в його складі було три спеціальні агітаційних поїзда, які мали кіноустановки, бібліотеки та ін 

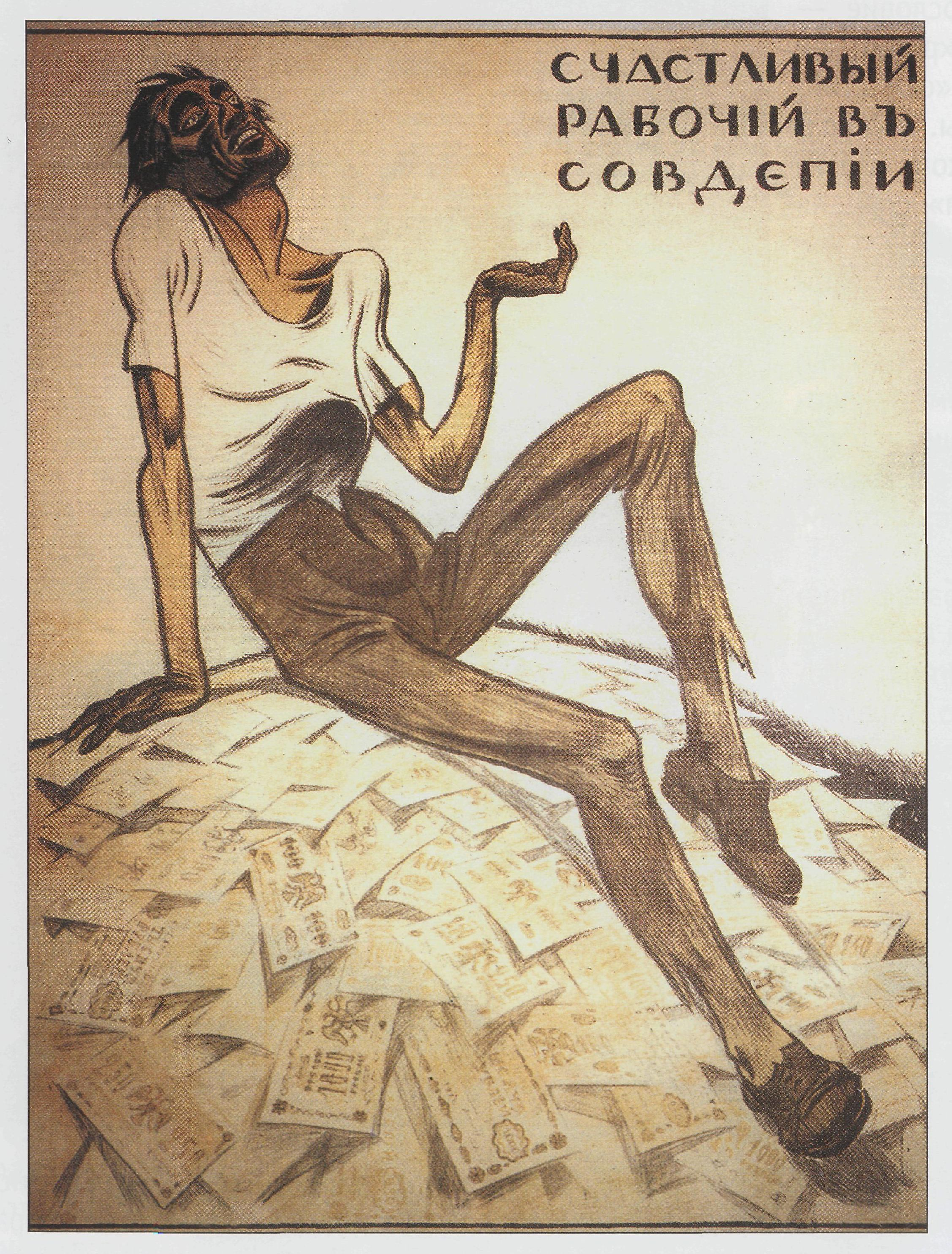
Плакат «Щасливий робочий в Совдепії»

## Освіта, культура та мовне питання
За панування білих в Харкові було здійснено спробу відновити мирне життя. Знову запрацювали театри, деякі бібліотеки. Вищі чини області та Харківської губернії як почесні гості неодноразово відвідували міські культурні заходи.
Після вступу ЗСПР в межі майбутньої Харківської області командування видало «Звернення до населення Малоросії», в якому вказувалося, що Україна є невід'ємною частиною Росії. Державною мовою визнавалася російська, але українська не заборонялася (про що часто пишуть українські історики), дозволялося викладання української мови в приватних школах.
У сфері культури та освіти біла адміністрація у Харкові здійснювала заходи, спрямовані на відновлення дореволюційного устрою і відновлення дії дореволюційних законів Російської імперії. Глава Харківської земської управи Акишев розпорядився повсюдно зняти портрети Т. Г. Шевченка ,які масово з'явилися на Харківщині в революційні роки.
Главноначальник В.З. Май-Маєвський восени 1919 року своїм указом № 22  наказав:

1. Всі школи, в яких до появи «української» влади викладання вели російською мовою, а потім, за розпорядженням української влади, мовою викладання зробили малоросійську мову, повинні повернутися до викладання російською.
2. Відповідно до Законів та Правил 1 червня 1914 викладання  малоросійською мовою дозволяється тільки в приватних навчальних закладах.
3. Відповідно до законоположень, виданих до 25 жовтня 1917 року, відпустку предметів з казни на утримання навчальних закладів з викладанням малоросійської мови не дозволяється.

Найменування «Україна» було заборонено і в офіційному листуванні та замінено на «Малоросія».

## Військова сфера
Зі вступом Добровольчої армії в Харків почався запис добровольців в армію. Більшовицька газета «Известия» повідомляє, що вже перший день запису дав 1500 чоловік добровольців. Буквально за кілька днів їх кількість зросла до 10 000 осіб. Багато з робітників Харкова записалися в Добровольчу армію. Крім них записувалися юнкери, офіцери, студенти, представники буржуазії, інтелігенція. Білу армію підтримувала і велика група міліціонерів Харкова (близько 260 осіб), яка приєдналася до неї в місті.
Корніловець М. Н. Левітів пише наступне:
У Харкові, коли полк [2-й Корніловський - прим.] Прибув на фронт до нас влилося стільки офіцерів, що взводи 1-й офіцерської роти розбухнули до 80 осіб. Багато офіцерів було з народних вчителів, землемірів Харківської землевпорядної комісії, артистів театру Корш, студентів, техніків, службовців земських управ, вчителів міських училищ, семінаристів.

### Мобілізації
На початку липня 1919 року командир 1-го Армійського корпусу генерал А. Кутєпов оголосив у Харківській області наказ, згідно з яким мобілізації підлягали: штаб-офіцери до 50-річного віку, обер-офіцери, юнкери, підпрапорщика, надстрокові, унтер-офіцери, учні, однолітки яких покликані на військову службу та інші громадяни, в тому числі викладачі до 35-річного віку. Мобілізації підлягали також всі полонені червоноармійці, які не перебували у більшовицькій партії і  колишні офіцери, які служили у Червоній армії і не були  комуністами. Для посилення Добровольчої армії в Харківській області білогвардійці проводили мобілізації серед робітників харківських заводів, яких відправляли на різні ділянки фронту, в першу чергу на Богодухівський фронт.
У Харкові мобілізаційним шляхом було сформовано до кінця серпня 1919 року 3-й Корніловський ударний полк, який згодом брав участь у походах на Москву.

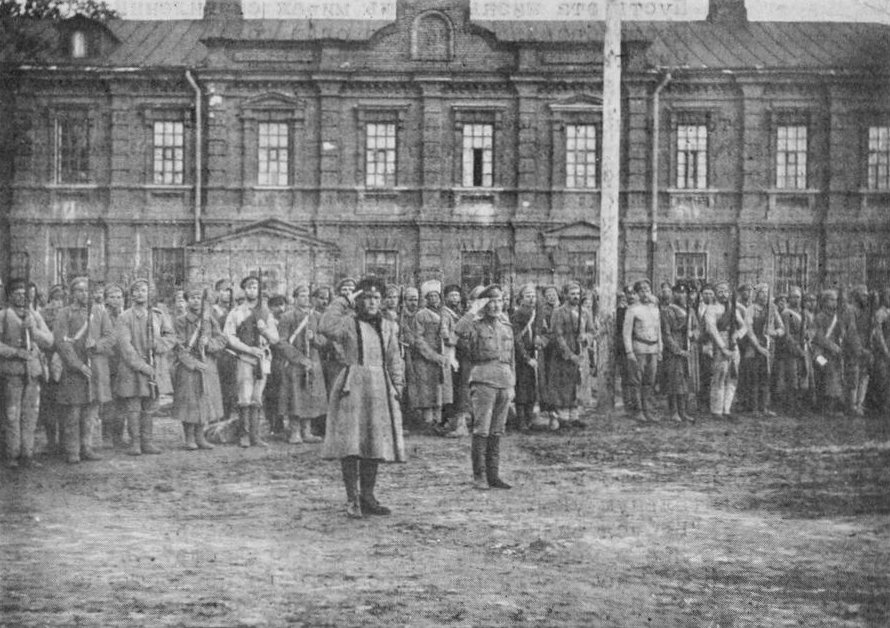

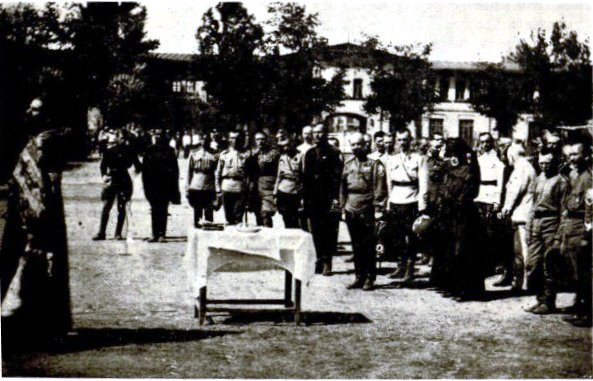

## Скасування області
| Незважаючи на те, що серед населення України відразу ж висунулося героїчна і жертовна меншість, готова до смерті відстоювати не станово-корисливі матеріальні інтереси, а зверхособисті, патріотичні, державні та культурні цінності, основна маса після нетерплячого очікування білогвардійців, з таким же нетерпінням очікувало вже радянську владу[34]. |
Після битви під Орлом в жовтні 1919 року стався перелом в Громадянській війні і війська ЗСПР почали відступ на Південь. Харків поступово став перетворюватися з тилового в прифронтове місто. У першій половині грудня 1919 року війська РСЧА наблизилися до Харкова, і навіть обійшли його 11 грудня з флангу в районі Мерефи.
8 грудня 1919 року війська РСЧА взяли Богодухів, і зважаючи на загрозу швидкого падіння Харкова головноначальницький Харківської області Май-Маєвський зі штабом покинув місто. Наказом по ЗСПР від 10 грудня 1919 № 2688 замість В. З. Май-Маєвського главноначальницьким Харківської області одночасно з прийняттям на себе поста командувача Добровольчої армії був призначений П. Н. Врангель. Проте вже через два дні, 12 листопада, Харків був узятий військами РСЧА. Врангель, який виїхав з Ростова-на-Дону 8 грудня, не встиг прибути до Харкова і вступити на посаду головноначальницького, розташувавшись зі своїм штабом 10 грудня в Змієві.
Зі здачею Харкова білими військами Харківська область, як адміністративна одиниця ЗСПР, була скасована.